# Ġnien is-Sultan
Ġnien is-Sultan (in italiano Giardino del Re), noto anche come Giardino della Marina, Giardino del Gran Maestro o Giardino Lascaris, era un giardino che si trovava a La Valletta sull'isola di Malta.
Realizzato nel XVII secolo da Giovanni Paolo Lascaris, il giardino comprendeva diversi elementi barocchi progettati da Francesco Buonamici e la residenza estiva del Gran maestro dellOrdine.

## Storia
Quando Francesco Laparelli progettò nel 1566 le fortificazioni della Valletta, realizzò un semibastione a due livelli, noto come Bastione di San Pietro e San Paolo, all'estremità orientale del fronte terrestre della città e affacciato sul Porto Grande. Il semibastione era troppo alto per offrire una difesa adeguata così, all'inizio del XVII secolo, la costa rocciosa sottostante fu rimodellata in una falsabraga con un fossato scavato nella roccia che si estendeva dal bastione alla Porta Del Monte. Questo baluardo divenne noto come Bastione Lascaris, dal nome del Gran Maestro Giovanni Paolo Lascaris, che ne aveva commissionato la costruzione.
Subito dopo il completamento del bastione, il Gran Maestro Lascaris vi costruì una residenza estiva con un giardino con alberi da frutto sempreverdi, un belvedere e diverse fontane alimentate dall'acquedotto Wignacourt. Il giardino divenne il punto focale della Valletta Marina e l'area divenne una delle parti più pittoresche di La Valletta, tanto che è stata raffigurata in diversi dipinti tra il XVII e il XIX secolo.
Il giardino barocco, l'arco trionfale e due elaborate fontane barocche furono progettati dall'architetto Buonamici.

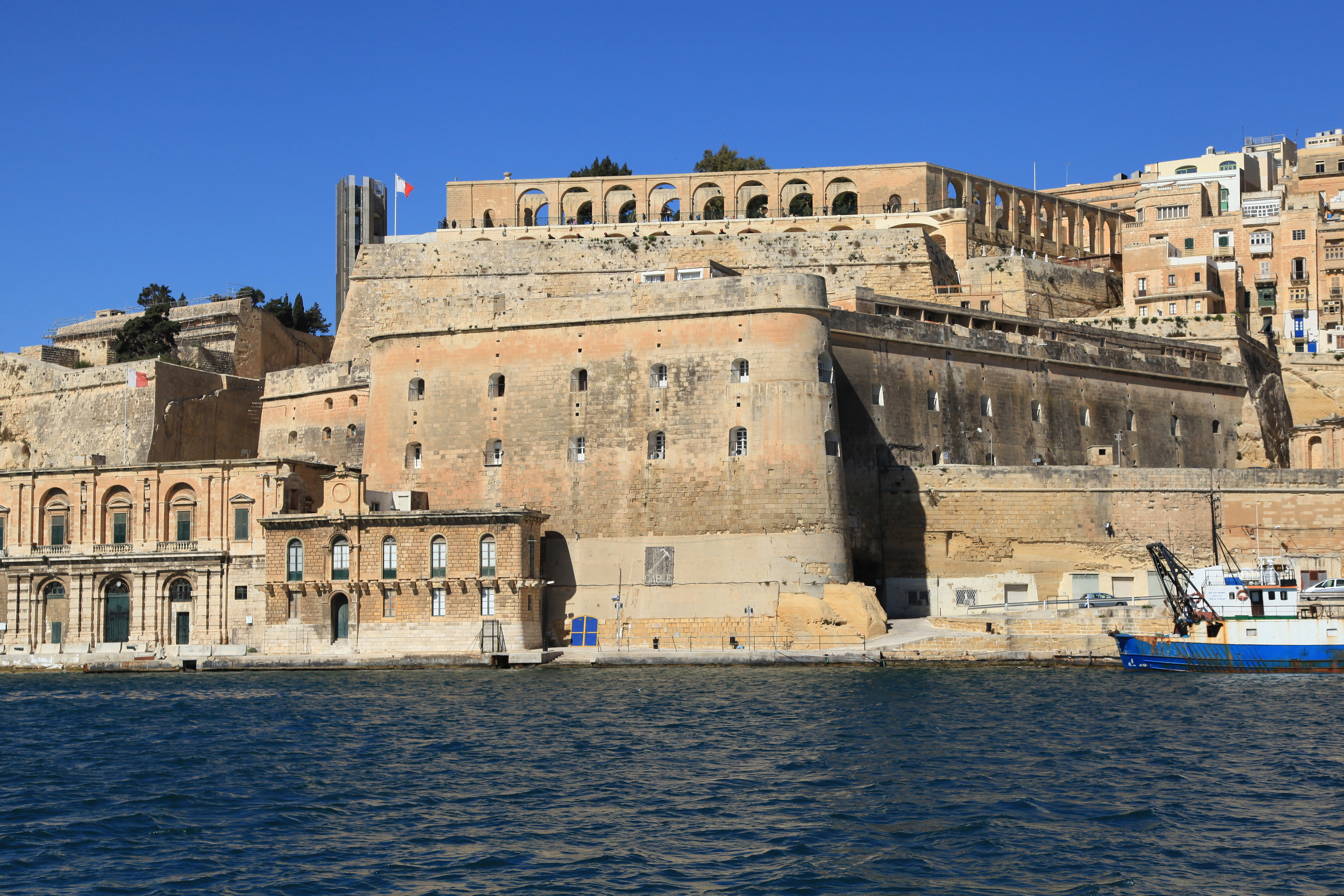
La Batteria Lascaris, costruita sul sito del giardino

Nel 1839 la residenza estiva del Gran Maestro ospitava il sovrintendente del dipartimento di quarantena e del porto di La Valletta.
La residenza estiva e parte del giardino furono distrutti dai militari britannici nel XIX secolo per far posto alla Batteria Lascaris, una batteria di artiglieria costruita dai militari britannici per difendere il Porto Grande. La restante parte del giardino è stata distrutta nel XX secolo e utilizzato per la realizzazione di edifici di edilizia popolare.
Del giardino originario sopravvivono ancora pochissimi resti, come la parte inferiore della scalinata che conduceva alla residenza estiva del Gran Maestro, il belvedere del giardino e una fontana, scoperta nel 1956 durante gli scavi tra le rovine .
Un'altra fontana si trova ancora sul posto ed è stata restaurata nel 1987 e, secondo una targa apposta, nuovamente inaugurata dal Ministro Ugo Mifsud Bonnici.